# Tepuihyla talbergae
Tepuihyla talbergae es una especie de anfibios de la familia Hylidae. Es endémica de Guayana.
Sus hábitats naturales incluyen bosques tropicales o subtropicales secos y a baja altitud, ríos, pantanos y marismas intermitentes de agua dulce.